# Untere Schranne

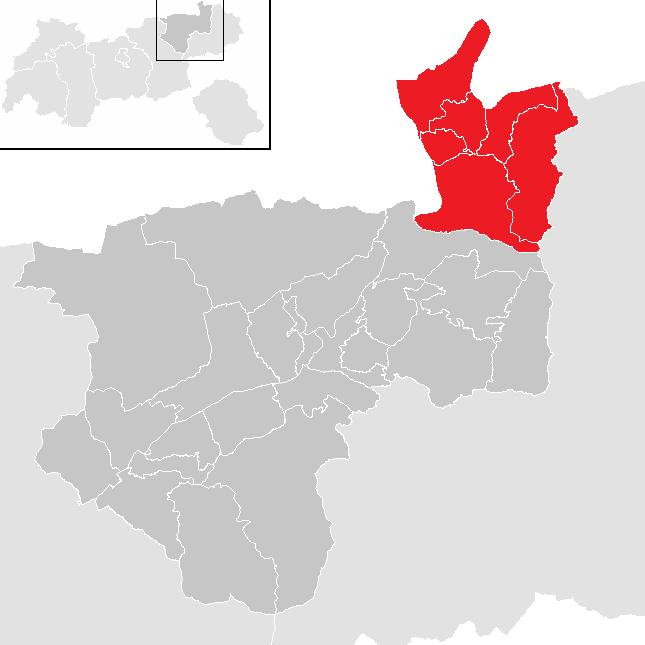
Lage der Unteren Schranne

Die Untere Schranne ist eine Region im Bezirk Kufstein in Tirol. Sie zieht sich über die Gemeinden Ebbs, Erl, Niederndorf, Niederndorferberg, Rettenschöss und Walchsee und erstreckt sich über die Tourismusregionen Kufsteinerland und Kaiserwinkl.

## Name
Der Begriff Schranne ist ein altes Wort für Gerichtsplatz bzw. -barkeit. Die Untere Schranne war eine der drei Schrannen des Gerichtes Kufstein. Das Landgericht ist hier in Viertel eingeteilt, die sich mit den späteren Gemeinden genau decken. Die Schranne trat jeweils in Ebbs zusammen, daher wird das Gebiet auch „Ebbser Schranne“ genannt.

## Geographie
An Bayern grenzend liegt die Untere Schranne im Übergangsbereich zwischen Alpen und flachem Alpenvorland und befindet sich am Zahmen Kaiser. Das Gebiet gliedert sich in drei Teile: Den Westen im Einzugsgebiet des Inns, die Walchseesenke und das Landschaftsbecken bei Kössen im Leukental mit der Großache.

### Nachbarregionen
Angrenzende Regionen sind:
|                        | Chiemgau                                    |                  |
| Bayerisches Inntal     | Kompassrose, die auf Nachbargemeinden zeigt | Bezirk Kitzbühel |
| Unterinntal & Kufstein |                                             |                  |

## Geschichte
In der Tischofer Höhle bei Ebbs sind frühe Besiedelungsspuren zu erkennen. In der Römerzeit war die Untere Schranne ein wichtiger Bestandteil des Fernstraßennetzes in Mitteleuropa. Der Fremdenverkehrs wurde zuerst durch Sommerfrischler aus München aufgebaut, die die Region zu einem Zentrum für Sommertourismus heranwachsen ließen.